# Achasja av Juda
Achasja var kung i Juda under ett år, ca år 842 f.Kr. Han dödades av Jehu efter att denne med ett pilskott dödat Israels kung, Joram. Han efterträddes av sin mor, Atalja.